# Масуд Хан
Мохамед Масуд Раза Хан (на английски: Mohammed Masud Raza Khan, накратко Масуд Хан) е английски психоаналитик от индийски произход.

## Биография
Роден е на 21 юли 1924 година в Джелам, Индия, а според други източници в Сахивал, днес Пакистан. Баща му е богат собственик на земи, а майка му певица. Когато Хан се ражда баща му е на 76 години, а майка му на 19. Светът, в който живее Хан е дълбоко разделен спрямо пола, сложната кастова система и различните народности в тази разнообразна страна. На осем години започва да учи с частен учител, който му осигурява британско образование.
След смъртта на сестра му и баща му той започва да търси психотерапевт. Той го кара да влезе в Британското психоаналитично общество. Хан започва да учи литература в Университета в Пунджаб. През 1946 г. отива във Великобритания. Там започва да учи психоанализа и е анализиран от Ела Шарп, Джон Рикман и Доналд Уиникът. През 1959 г. става обучаващ аналитик. В различни периоди от живота си Хан е бил редактор на Международната психоаналитична библиотека и Международния журнал за психоанализа. Между 1970 – 1987 г. е съредактор на Nouvelle revue de psychanalyse и става близък приятел с Жан-Бертран Понталис.
През 70-те години Британското психоаналитично общество отхвърля практиката на Хан поради личностни конфликти и аристократични вкусове. През 1975 г. след оплаквания и разглеждане на проблемите, позицията му на обучаващ аналитик е отнета. По това време Хан заболява от рак на белите дробове. През 1988 г. издава последната си книга When Spring Comes („Когато пролетта дойде“), в която обсъжда техниката и контрапреноса при аналитичния сеанс. Тази книга става толкова скандална, че Хан е обвинен в лудост, антисемитизъм и бисексуалност. Същата година е изхвърлен от Британското психоаналитично общество. Четири години по-късно, тогавашния президент на Международната психоаналитична асоциация Адам Лиментани се опитва да го реабилитира.
Умира на 7 юни 1989 година в Лондон на 64-годишна възраст.

## Джефри Масън: Хан заБританската психоанализа
| “ | Хан ми каза: „Никой не иска да каже нищо публично, защото знам твърде много за тях. Ако всички ние бъдем честни един с друг, това би било края на Британската психоанализа.“ | ” |

## За него
Кристофър Болъс казва за него:
| „ | Масуд Хан беше един от най-енигматичните и противоречиви психоаналитици. | “ |
| Christopher Bollas, Obituary: Masud Khan—Portrait of an extraordinary psychoanalytic personality. The Guardian, p.39 |                                                                          |   |

В книгата „В памет на Масуд Хан“ Болас, Понталис и Анжу казват:
| „                                                                           | „Неговите книги остават, но смъртта му е толкова болезнена за мен: психоанализата изгуби своя принц“ | “ |
| Bollas, Christopher; Pontalis, Jean-Bertrand; Anzieu, Didier; et al. (1989) | |   |

.